# Erma Franklin
Erma Vernice Franklin (Shelby, 13 marzo 1938 – Detroit, 7 settembre 2002) è stata una cantante statunitense.

## Biografia
Era la sorella maggiore di Aretha Franklin.
Divenne nota in modo particolare per aver interpretato la versione originale del brano Piece of My Heart, scritto e prodotto da Bert Berns e pubblicato nel 1967. La canzone fu portata al successo anche da Janis Joplin con la Big Brother and the Holding Company nel 1968.
Un altro suo apprezzato brano fu Gotta Find Me a Lover (24 Hours a Day).